# メトロイド (架空の生物)
メトロイド（Metroid）とは、任天堂のコンピュータゲーム『メトロイドシリーズ』に登場する、ゲームタイトルの由来ともなっている、架空の地球外生命体である。

## 概要
一般的に「メトロイド」とは、透明な緑色の皮膜に赤い核、4本の下アゴを持つクラゲの様な容姿を示す。常に空中を浮遊しながら、他の生命体に密接して、生命エネルギーを吸収し、「浮遊生命体」とも呼ばれる。β線を照射するだけで分裂･増殖（クローン）する特性を持つ。また、活動環境や様々な外部要因によって成長･変態を行う。
元々はゼーベス系鳥人族が惑星SR388に生息する寄生生命体X（エックス）を根絶するべく開発していた人工生命体で、Xに対する完璧な免疫を持つ。同惑星で開発･研究が行われていたが、スペースパイレーツに惑星ゼーベスを侵略された事で、鳥人族の管理下を離れ野生化、本能に従いあらゆるエネルギーを吸収し尽くす凶暴な生命体へと変貌した。生体兵器として優れた生態を持っており、スペースパイレーツ等が度々軍事利用を目論むため、多くの作品における事件の発端・およびシリーズの中核要素を担う存在となっている。
メトロイドと言う名称は、鳥人族の古い言葉で「最強なる戦士」という意味を持つ。また、ゲーム開発者曰く「地下鉄（メトロ）とアンドロイドを融合させた造語で、地下迷宮を探索するゲームシステムから連想したものである」と答えている。

## 生態
あらゆるエネルギーを吸収可能な能力を持ち、強靭な下アゴで獲物の皮膚を貫き、生命エネルギーを吸収する。この時生命エッセンスのみを識別･分離するため、捕食対象の血液や体液は一切失われず、吸収し尽くされた生命体は体組織が崩壊して、ミイラ状になって残り、衝撃を受けると粉末状に崩れ去る。また臓器類が、吸収細胞とエネルギー貯蔵器を兼ねるエネルギーコアのみで構成されているため、エネルギーを吸収するとすぐに質量が増大する特性を持つ。『マガジンZ』版第4話「脅威」でのグレイヴォイスの発言より、この「吸収細胞によって生体エネルギーを吸収し尽くす」という特徴によって、生命体に寄生・侵食して擬態する危険生物であるXに仮に寄生されたとしても、逆にこれを体内に吸収してしまうことができ、シリーズ中に登場する生命体で唯一Xに対抗できる天敵として大きく期待されていた。後に、メトロイドの細胞組織をワクチンとして投与されたサムスもメトロイドと同様の体質に変化し、時を経てメトロイドそのものともいえる存在に覚醒している。吸収･内胞したエネルギーは一応放出･抽出する事も可能であり、エネルギー資源として利用できる。
本来は卵生生殖であり、惑星SR388では『クイーンメトロイド』と呼ばれる、特別な母体を中心とした社会形態を築いている。惑星核からβ線を含む放射能が生じている影響で、メトロイドは基本的にこの条件下でのみ成長が促進され、一般的な幼生体から、アルファ（α）、ガンマ（γ）、ゼータ（Ζ）、成体であるオメガ（Ω）の順に成長･変態する。脱皮は幼生からアルファ、ガンマからゼータの進化の際の計2回行う。後年発売された『サムスリターンズ』『ドレッド』での描写から、この成長は鳥人族達の想定にない突然変異のようであり、アルファ以降の成長体は鳥人族らのコントロールを離れ完全に野生化、凶暴性を増して創造主である鳥人族らにも容赦なく襲い掛かっている。後に鳥人族達は手に負えなくなったメトロイドらを惑星SR388に有毒液で厳重に封印したうえで、最終的に惑星ごと消滅させようとしていた。
エネルギー吸収能力の恩恵と本体表皮の耐久性が非常に高いため、ほとんどのビーム系エネルギーや爆発物等の物理的衝撃も完全に無効化する他、宇宙空間でさえ活動可能な強い適応能力を持つ。特に温暖な環境下でハンティング行動に入ると、頭頂葉が活発化するが、唯一の弱点は低温エネルギーであり、寒冷環境下では運動能力･反射神経の不活性化に伴い、摂氏10度以下で身体能力の低下、さらに摂氏3度以下で完全に活動を停止してしまう。凍結状態のメトロイドは爆発性の攻撃に対する衝撃耐性を著しく喪失する他、ボムやミサイルの爆風を利用して、一瞬怯ませる事で密接状態を回避できる等、強力な爆発･エネルギー攻撃は防御しきれない。
『サムスリターンズ』ではアルファメトロイド以降もアイスビームによる攻撃は有効で、ガンマまでは部分的に凍結するように耐性が変更された。裏を返せば、成長するに従って冷気への耐性も高くなる模様。
極めて強い凶暴性を持つが、ある程度の知能は存在しており、同族や仲間と認識した相手は襲わず、鳥人族やスペースパイレーツはマザーブレインの精神感応能力（テレパシー）で意思制御を行わせる事により、メトロイドを管理していた。また、刷り込みの性質によって、「親」に対する強い愛情を示す事があり、作中では窮地に陥った瀕死のサムスにベビーメトロイドがマザーブレインから吸収したエネルギーを分け与え、なおかつ敵の執拗な攻撃からサムスを庇うなどの自己犠牲の精神も見せていた。『ドレッド』にて明らかになった事として、メトロイドは創造主であるソウハ族の遺伝子に制御される事、マオキン族を敵とみなすように設計された事が、作中に登場するソウハ族の科学者クワイエットローブとマオキン族の長レイヴンビークによって語られた。

## 登場作品の変遷

### メトロイドシリーズ
メトロイド＝メトロイド ゼロミッション
銀河連邦政府には極秘裏に開発されていたため、公に発見されたのは惑星SR388に派遣された銀河連邦軍の調査隊が初となる。
捕獲されたメトロイドはスペースパイレーツに強奪され、生体兵器として転用するべく、惑星ゼーベス基地の中枢であるツーリアンで繁殖されていた。基地の全壊により、ツーリアンのメトロイドは全滅した。
メトロイドII RETURN OF SAMUS＝メトロイド サムスリターンズ
メトロイドを危険な生命体であると判断した銀河連邦政府は、サムスを惑星SR388に派遣、メトロイドの根絶を依頼する。これにより、惑星内のメトロイドは研究材料として持ち去られたベビーメトロイドを残して全滅した（厳密には、サムスは自分を生物特有の刷り込みにより親と思ったベビーを殺すことができず、命令違反と分かりつつもこの名目で連れて来た）。
スーパーメトロイド
回収されたベビーメトロイドのエネルギー特性を平和的に利用するべく、銀河連邦によって研究が進められていたが、再建されたスペースパイレーツにベビーメトロイドを奪われ、再度惑星ゼーベスにて増殖が行われた。
再会したベビーメトロイドは成長して巨大化・凶暴化していたが後にサムスのことを思い出し、マザーブレインからサムスを庇って死亡。そのまま惑星ゼーベスが消滅したことにより、メトロイドは完全に絶滅したと思われていた。
メトロイド アザーエム
ゼーベスでの最後の戦いから帰還したサムスのパワードスーツの表面には、ベビーメトロイドの細胞片が付着しており、銀河連邦の検疫官が検査の際極秘裏に採取、それを基にクローン再生が行われていた。
更にアダム･マルコビッチが提出した「メトロイド軍事化計画」の中止を訴えるレポートを参考に、連邦軍の一部過激派が生体兵器として利用するべくスペースコロニー『ボトルシップ』で遺伝子操作を施し、凍結しないメトロイドがセクターZEROで培養･増殖される。マザーブレインと同様の能力を持つ人工知能･MB（メリッサ･バーグマン）のテレパシー操作、およびアンドロイド化による刷り込みを利用した制御体系も加わり計画は最終段階まで進んでいた。
しかし、MBが反乱を起こしたことでボトルシップは陥落。陰謀を知ったアダム率いる連邦軍第7小隊と偶然居合わせたサムスが調査に訪れる。その果てに遺伝子操作メトロイドはアダムが自身諸共研究施設を爆破し全滅。クローン第1号が成長したクイーンメトロイドもサムスに撃破され、救出された研究所主任のマデリーンが事件後に違法研究を公に暴露したことで計画は頓挫した。
メトロイドフュージョン
今度は銀河連邦政府の手によって（ボトルシップの場合は連邦軍の独断のため、政府は関わっていなかった）、再度復元され研究が行われていた。
B.S.L（バイオロジック宇宙生物研究所）で、ベビーメトロイドのクローン達が銀河連邦政府の指導のもと秘密裏に飼育・研究されていた（平和利用を目的としたものらしいが、定かではない）。幼体から一足飛びに成体オメガメトロイドへと急成長させる、Xの寄生により危篤状態にあったサムスからXを除去するなどの成果を出したものの、シークレットラボの自爆装置が作動して離脱･爆散、生き残っていたオメガメトロイドもサムスによって撃破され、B.S.L.全体も墜落して惑星SR388もろとも自爆したことで全滅。メトロイドワクチンによりサムスの体内にその痕跡を残すのみとなった。
アイスミサイルによって凍結せずSA-Xがスーパーミサイルで攻撃していたことなどから低温に対する耐性を持っていた可能性があるが、ラスボスであるオメガメトロイドは凍結こそしないもののアイスビームでダメージを受けていたため真相は定かではない（SA-X は『アザーエム』でのサムスの記憶を持っていることになるため、アダムが行ったように極秘エリアを切り離して自爆させるため、わざとスーパーミサイルで施設を攻撃していた可能性がある）。
メトロイド ドレッド
メトロイドそのものは登場しないが、サムスにワクチンとして投与されたメトロイドDNAが劇中でサムスの体を作り替えつつあり、終盤にはメトロイドのエネルギー吸収能力をサムスが使用できるようになり、最終的にパワードスーツがメトロイドスーツに変化し、サムス自身がメトロイドそのものとなってしまう。しかしメトロイドを制御する能力を持つクワイエットローブに擬態したXが自ら吸収されることで能力は抑制され、サムスは以前の状態を取り戻した。

### プライムシリーズ
メトロイドプライム
惑星ゼーベス陥落後、運よく衛星軌道上に待機していたスペースパイレーツのフリゲート艦『オルフェオン』では、事前に増殖された惑星SR388系列のメトロイドが積載されており、後に惑星ターロンⅣに輸送、生態研究･変異実験等の兵器転用が進められていた。
生物の突然変異を誘発する新物質フェイゾンにより、惑星ターロンⅣ固有種に突然変異した『ターロンメトロイド』種が初登場する。
メトロイドプライム ハンターズ
シリーズで唯一メトロイドが登場しない。似たような特性、能力を持つヒルと爬虫類のDNAを混合させた人工生命体クアドトロイドが登場するが、メトロイドとは一切の関連がない。
メトロイドプライム2 ダークエコーズ
スペースパイレーツが惑星エーテルに持ち込んだターロンメトロイドが再び登場。更にこの作品では、イングにスナッチされ、ダーククリーチャー化した『ダークメトロイド』も登場する。
メトロイドプライム3 コラプション
ターロンメトロイドが更に変異した『フェイゾンメトロイド』種が登場する。
惑星フェイザおよびフェイゾンの完全消滅によって、『プライムシリーズ』のスペースパイレーツ部隊と同時にフェイゾン変異していたメトロイド達も全滅した。
メトロイドプライム フェデレーションフォース
ミッション17にて、惑星バイオンの古代種族が遺していた巨大化技術を元にスペースパイレーツが独自に開発した『ヒュージネートビーム』により、パイレーツ兵士と同様に巨大化させられたメトロイドが登場。惑星タルバニアの機械文明の研究所跡地にてパイレーツによって増殖が進められており、これを爆破して研究所もろともメトロイドを全て殲滅するのがこのミッションの主な内容となる。なお、本作でメトロイドが敵として登場するのはこのミッションのみとなっている。また、プライムシリーズにおいてフェイゾンによる遺伝子操作、変異が施されていないメトロイドが登場するのは本作が初となる。
その後、フェデレーションフォースによりメトロイドの卵が研究所より持ち帰られるが、事件後、何者かの手により強制的に孵化、持ち去られている。

## メトロイドのバリエーション

### 惑星SR388のメトロイド系列
メトロイド（幼生メトロイド）
惑星SR388系列のメトロイドにおいて、基本形態である幼生体。一般に『メトロイド』と呼称されるのは、この形態の事を示す。
卵から孵化した最初の形態で（多分ベビーメトロイドはこれ）、この時点から既にエネルギー吸収能力と高い耐久力を持つ。この形態に限りβ線の照射で分裂･増殖する性質を備えている。一般的な対処方法は、低温に弱い性質から冷気系の攻撃（アイスビーム）で凍結させた後、爆発性の耐久力が低下している間に、素早く爆発系の攻撃（ミサイル等）を行う事。また密接時はエネルギーが吸収され続けるが、モーフボールモードでボムの爆風を利用して怯ませ、振りほどく事ができる。基本性質は先述した通りであり、このままならエネルギー吸収に伴い、質量が増加･巨大化するのみだが、基本的には惑星SR388と同一の環境下に限り、この形態から脱皮･変態を行う。また、『フュージョン』では、B.S.L.にそれぞれの進化形態の標本が保管されている。
『プライム3』では、惑星ウルトラガスの研究所でのスキャンデータにて、プライムシリーズ各作品に登場した各種メトロイドとともに名前のみ登場するが、他の個体と比べ非常に凶暴性が高く、隔離されたとの記述が存在する。
アルファメトロイド(Alpha Metroid)
惑星SR388系列の幼生メトロイドが、最初に脱皮をし、変態した形態。浮遊能力を維持したまま、後背部が薄い外殻に覆われ、小さな頭部に未発達な角･脚が形成されている。腹部は幼生メトロイドの透明な被膜が残っており、赤い体組織にあった3つのコアは1つとなっている。
外骨格取得の影響から、腹部の被膜部分以外には、ビーム攻撃が通用しないが、外殻の耐久力が低いため、ミサイル数発で倒す事ができる。
『サムスリターンズ』では雷を纏った通常のタイプと、よりガンマメトロイドに近い外見に成長し、炎を纏った緑色のタイプの2種類が存在する。アイスビームでもダメージを与えることができ、腹部にアイスのチャージビームを当てると動きが鈍くなる（これはガンマも同様）。
ガンマメトロイド(Gamma Metroid)
アルファメトロイドが、更に変態した形態。成長に伴い、単眼は3つの複眼に分裂、体躯が非常に大きくなり、攻撃力・耐久力の向上はもちろん、発達した角や四肢による物理攻撃や、腹部の被膜部分から電撃を放って攻撃・迎撃する事ができる。
『サムスリターンズ』ではアルファ同様2種類のタイプが存在する。浮遊移動だけでなく、成長した四肢を用いて地面を這い回ることも可能。また場所によってはある程度ダメージを与えると巣に潜り違う場所に移動することがある。
ゼータメトロイド(Zeta Metroid)
ガンマメトロイドが、2回目の脱皮をし、変態した形態。飛行能力を喪失したが、尻尾の生えた爬虫類の様な姿となり、強靭な四肢が前足と後ろ足の2足歩行し、機動力が格段に向上している。弱点は露出した被膜部分だが、素早い動きでサムスを翻弄、執拗に口から火炎弾を吐き出して攻撃する。なお、設定上では歩行移動するが、ゲーム中では演出のためオメガ同様浮遊移動を行う。
『サムスリターンズ』では容姿・性質が『メトロイドII』から大幅にアレンジされ、浮遊移動は一切行わず俊敏な動きで壁や天井を這いながら攻撃してくる。天井にいるとき露出した赤い部分をグラップリングビームで引っ張ると地面に落とすことができる。また、この形態以降はアイスビームでダメージこそ与えられるものの、凍結しなくなる。こちらも通常のタイプと、より成長した緑色のタイプが存在する。
オメガメトロイド(Omega Metroid)
惑星SR388系列における最終形態。ゼータメトロイドから更に巨大化し、4つの複眼になり、完璧とも言える強靭な外骨格と巨大な質量を併せ持つ。腹部に露出した被膜部分以外には、ミサイルを含む一切の攻撃が通用せず、鋭利な爪や火炎を放出する強烈な攻撃を行う。
『サムスリターンズ』では口から吐く熱線、爪や尻尾による攻撃、天井から岩を落とすなど攻撃が多彩になっている。最初は被膜部分が外皮に覆われているがある程度攻撃すると外れる。
『フュージョン』ではB.S.L.にて成長した個体がラストボスとして登場する。『メトロイドII』とは異なりミサイル等を完全に無効化するが、弱点である被膜部分に対してアイスビームでの攻撃のみダメージを与える事ができる。
クイーンメトロイド(Queen Metroid)
惑星SR388系列の頂点に君臨する女王個体。最終的にこの形態へと成長する特別な個体が、オメガメトロイドからさらに変態した形態であり、群れに1体しか存在しない。また、クイーンに成長する特別なメトロイドの変態はほかの個体とは違い、周囲の環境による影響を受けない。単体で別個体のメトロイドを自立的に卵生生殖で繁殖させる事ができる唯一の存在であり、惑星内の全メトロイドを生み出している。首を長く伸ばしての噛みつきや、口から追尾性を持つ棘付きの球体を吐き出したり、強烈な火炎放射を行う等、攻撃は多岐に渡り脅威となる。尾の先端にある開口部は、生殖器官の一部であり、一度に複数の卵を産み出す他、胎内に幼生体を格納･保護する事もできる。
他のメトロイドと比べ、圧倒的な質量と耐久力を誇り、弱点の腹部を攻撃しても有効なダメージとならないが、口腔内は比較的弱く、モーフボールモードで口から体内に侵入して、内部から直接腹部の体組織を攻撃する事もできる（この弱点は『サムスリターンズ』にも引き継がれている）。
『アザーエム』にも登場。詳しい経緯は後述する。
以下は進化過程ではないメトロイド
メトロイドモドキ(Mochroid)
『スーパーメトロイド』にてスペースパイレーツがメトロイドを独自に繁殖・改造を試みた結果誕生したメトロイドの劣化個体。小さく、1つしかない核で容易に判別可能。エネルギー吸収能力は有しているが、通常のメトロイドと比べて吸収量は少なく、吸いつく力も弱いため簡単に振りほどける。全ての武器でダメージを与えられ、耐久力も低いため、「メトロイド」としては完全な失敗作である。
遺伝子操作メトロイド（仮称）
『アザーエム』のイベントシーンにのみ登場する。遺伝子操作により、弱点である寒冷環境下や低温武器に対して完璧な耐性を獲得した「凍結しないメトロイド」。基本能力は従来種と同様だが、有効な弱点が存在しないため、サムスの装備であっても撃破する事は不可能とされている。イベントで登場した個体は、生まれたばかりの小さな幼生体であったため、連邦製のフリーズガンでも凍結･撃破する事ができた。
銀河連邦軍の一部過激派が、スペースコロニー･ボトルシップで極秘裏に開発を進めていた「メトロイド軍事化計画」の完成形態であり、同施設で開発された人工知能・MBの精神感応能力（テレパシー）による意思制御および刷り込みによって完全に統括・制御ができ、能力と運用の両面から完成された生体兵器として、既に施設内のセクターZEROにて大量増殖されていた。
実際に戦う事は無く、アダムがセクター内に侵入して施設に大きなダメージを与えた事で施設の自爆装置が作動、アダムが自らを犠牲に全てを宇宙の塵にした事で、未然に軍事利用化は防がれた。

### プライムシリーズ
ターロンメトロイド(Tallon Metroid)
惑星SR388のメトロイドに、『フェイゾン・バルテコ』を注入･照射した事で突然変異したフェイゾン変異型メトロイドの原型。惑星ターロンIVで開発され、後に惑星エーテルにも持ち込まれた。
姿や体質は従来種の幼生メトロイドと同等で、エネルギー吸収能力も健在だが、突然変異の影響で下アゴや吸収能力の異常な向上と共に食欲の増加、抑制シールド無しのガラス製格納コンテナなら突進で突き破るなど、攻撃レベルが上昇している。一方で、変異の副作用で内部組織が退化してしまっており、耐冷性が劣る以外にも、全ての攻撃でダメージを与える事ができる欠陥を持つ。エネルギー吸収後の質量増加中はダメージを与えられない。フェイゾンで生み出された変異体だが、フェイゾンに触れると即死する。
惑星エーテルに持ち込まれた個体（『プライム2』）は、全体的に赤い色彩をしているが、これは不適切な食物摂取による中毒･拒絶反応に加え、保管タンクに内蔵されたエネルギー抑制装置に生命エネルギーを吸収され続ける監禁状態からのストレスの影響で、極度の興奮状態に陥っているためである。故に別種ではなく、基本能力に差はない。
『プライム3』では敵としては登場しないが、惑星ウルトラガスの研究所において、皮膜を取り除いた核と下アゴのみの標本が登場している。
ハンターメトロイド(Hunter Metroid)
ターロンメトロイドの亜種。冷気に対する免疫性が上昇しているほか、エネルギー吸収能力を持つ牙を伸縮自在な触手に発達させた事で、本来のクラゲに近い姿を持つ。近くで動く生命体に過剰反応を起こして突進攻撃を行うほか、遠距離からエネルギー吸収攻撃を行う。前述のように冷気への耐性が強化された事を裏付けるかのように、初登場時は寒冷地であるアイスバレイの洞窟内で遭遇するが、サムスの武器で問題無く凍結する。
デバイドメトロイド(Divide Metroid)
ターロンメトロイドの亜種。姿は白い皮膜を持つ事以外、ターロンメトロイドと変わらないが、分裂能力を獲得しており、一定の攻撃を受けると2体に分裂する。分裂前には殆どの武器が通用しないが、分裂後はフェイゾン変異体の不安定な性質により、特定の武器に非常に弱くなってしまう。弱点は分裂結果ごとに異なる。どの形態に分裂しても、共通してパワーボムの爆風やフェイゾン接触で即死する。
北米版では“Fission Metroid”と言う名前で登場。“fission”は「核分裂反応」からもじっており、フェイゾンが放射性物質であることとかけている。
ベビーメトロイド(Baby Metroid)（品種）
遺伝子操作により、携帯エネルギー源として生み出されたターロンメトロイドの特殊な幼生体。青色の皮膜に1つのエネルギーコアを持ち、エネルギー吸収能力が未成熟なため普段はほとんど危険性が無いものの、フェイゾンと接触する事で急速に成長、成体化する。
『II』や『スーパー』等で登場するベビーメトロイドとは別物である。
メトロイドコクーン(Metroid cocoon)
ベビーメトロイドを扶養するために用いられる運搬用保管庫。遺伝子操作でターロンメトロイドが変異した蛹であり、有機体はベビーメトロイドを外敵から保護、数サイクルにも渡って扶養する事ができる。前述のようにエネルギー資源としてベビーメトロイドを運用するためのもので、基本的に戦闘用ではないため装甲類は配していない。
ダークメトロイド(Dark Metroid)
ダークエーテルに生息する闇の種族イングに「スナッチ（融合）」されたターロンメトロイド。スナッチを受けたことにより、ダークエネルギーに対する耐性を獲得し、融合時の変異によって耐久力が大幅に増大しているが、エネルギーを吸収するという元々の本能にイングの方が影響されるという状態を招き、イング勢力にとってあまり有効な戦力とはなっていない。このメトロイドは光を当てると一瞬ひるむ傾向が見られ、ライトエネルギーが弱点となっているのだが、ライトクリーチャーとしての元の体質も強く残しているためダークエネルギーへの耐性が完全でなく、チャージしたダークビーム（エンタングラー）で凍結させられる。
『プライム3』では惑星ウルトラガスの研究所に持ち込まれており、輪切りにされた標本としてのみ登場。
フェイゾンメトロイド
重度のフェイゾン汚染により、突然変異を起こしたターロンメトロイドの変異種。放電能力と小規模な次元転移能力を獲得している一方で吸収能力は低下している。次元転移能力により、空間転移（テレポート）や位相を変位させ物質を貫通する物質通過なども可能になっており回避能力が向上している。またターロンメトロイドより耐久性が増し、体力が低下するまでは凍結にも若干耐性を持つが、高周波エネルギーによる核への収束攻撃・フェイゾン系の攻撃には耐性がない。
この種は幼生体を保護するべく、有機体の被膜や高硬度の卵を生成する事が確認されている。
ミニロイド
フェイゾンによる突然変異の影響で、成長過程が変化したフェイゾンメトロイドの幼生。各能力が未発達の状態で孵化しており、戦闘能力を持たないため、大規模な群れで狩りを行う。
容姿･性質が前述のベビーメトロイドと酷似しているが、独自の卵生生殖で誕生したミニロイドはフェイゾンに触れても成体化する事は無く、体色も異なっている。
フェイゾンホッパー
フェイゾンメトロイドの突然変異種。従来の飛行能力とエネルギー吸収能力を喪失した代わりに、固く鋭い刺のあるフェイゾンの結晶「フェイザイト」の外殻と、SR388でのメトロイドの進化系統に似た節足生物の様な強い四肢を獲得した。このため冷気エネルギーに対する攻撃耐性が大幅に上昇しており、接近戦では外殻のトゲを利用した体当たり攻撃を行い遠距離戦では口から液状フェイゾン弾を発射する。自身の攻撃力･耐久力を大幅に強化する「ハイパーモード」を使用する。
メトロイドホッパー
フェイゾンホッパー種の独自繁殖で産まれたフェイゾンホッパーの幼生体。外殻のフェイザイト結晶は未発達で、耐久力や耐冷性は共に高くないものの、その攻撃的な性質や攻撃方法は成体と差異はなく、「ハイパーモード」も使用する。主に群れで行動する。
メトロイドハッチャー
極度のフェイゾン汚染により、フェイゾンメトロイドがさらに突然変異を起こした大型個体。従来の飛行能力に加え、フェイザイトと同質の外殻および触手を獲得して、フェイゾンホッパー以上の強度を持ち外部からの攻撃を受け付けない。触手を使用して敵を捕獲、遠距離から生命エネルギーを吸収するが、触手先端の感覚器官がメトロイドコアと直結しているため、一定量のダメージを受けると、回復のため触手を体内に引き込み、全て引き込まれた状態になると周辺のフェイゾンを吸収し、フェイゾンメトロイドを体内で生成する。この吸引中の口腔内にダメージを受けると全身が弛緩してしまい、引き込んでいた触手の固定が緩み、物理的なパワーで排除可能となる。触手を全て排除されるか、フェイザイトを透過する高周波エネルギーによってコアを直接攻撃されると、死亡する。

### 漫画作品に登場
メガロイド
漫画作品『サムス&ジョイ』に登場。宇宙海賊の一派であるドラグードがメトロイドの体組織の一部を培養して作られた生物兵器。外見はおおまかに述べれば、意識を持った結晶状の物体である。
メトロイドと同様にあらゆる生命エネルギーを吸うことができるが、発炎筒の熱と光にも反応し吸収できていた事から、生物に由来しないエネルギーそのものも吸収できる模様。メガロイド自身が対象にぶつかって結晶を喰い込ませるか、触手状に伸ばした結晶を突き刺すかによって対象のエネルギーを吸収し、多量に取得すると巨大化する。物理的な衝撃を与えて破壊するだけでは破片が新たなメガロイドとして再生する。よって直接攻撃で殲滅するには、広範囲に及ぶ破壊エネルギーで塵一つ残さず消滅させるか、超高温状態にした後瞬間凍結させて熱疲労によって粉砕させるしかない。破片から再生した際の姿は結晶体から節足動物のような脚が生えた姿で、メトロイドプライムのスパイダー形態を小型化したようなものに類似している。
最終的にジョイが休火山の火口に群れを誘導し、サムスが火山へのパワーボムとスーパーミサイルの連続攻撃で噴火を起こすことでマグマに飲み込ませ、過度の熱エネルギーにより全個体を焼却させることに成功した。

## 特殊な個体

### ベビーメトロイド
惑星SR388でクイーンメトロイドを撃破した後、唯一残った最後の卵から、サムスの目の前で孵化したメトロイド。前述のベビーメトロイドとは別物。略して「ベビー」と言われる場面が多い。刷り込みの性質により、初めて見たサムスを「母親」と認識した事で懐いてきて、攻撃意思も示さなかったため、サムスは殺す事ができなかった。そこで平和利用のため、研究資料として銀河連邦のスペースコロニー『宇宙アカデミー』に連れて帰る事となる。
この時点では銀河に存在する唯一のメトロイドだったが、『スーパー』の時点で再建したスペースパイレーツのリドリーが宇宙アカデミーを襲撃、ベビーは要塞惑星ゼーベスに連れ去られてしまう。ゲーム終盤にて再登場するが、大量の捕食活動を行っていた結果、異常に巨大化成長するとともに、メトロイド本来の凶暴性が剥き出しとなっていた。この状態となったベビーは、サイズに比例した吸収能力の飛躍的な向上と、アイスビームさえ効果のない耐性を獲得していた。再会時はそのまま本能に任せてサムスに襲い掛かり、上記の成長によって抗うことは不可能だったが、「母親」であるサムスの事はしっかり覚えており、とどめを刺してしまうギリギリのところで吸収をやめ、サムスから離れていった。
最終決戦において、サムスがマザーブレインに止めを刺されかかっていた際にマザーのエネルギーを吸収してサムスを救い、彼女に吸い取ったエネルギーを分け与えつつサムスを庇い、最期はマザーブレインに特攻を仕掛けようとするも、とどめを刺されて死亡した。
サムスにとっては、自分を母と慕ってくれた家族であるとともに命の恩人で、その死への悲しみが『アザーエム』のオープニングでは強調されている。また、死亡後の『フュージョン』においても、Xに侵食され昏睡状態に陥っていたサムスが、あらかじめ採取されていたベビーの遺伝子から生成したワクチンによって一命を取り留め、これによってベビーの遺伝子自体はサムスによって受け継がれることになった。結果としてはサムスの命を二度救っており、「ベビーにまた命を救われた」としみじみサムスは考えていた。
下記のように『アザーエム』では、将来的にはクイーンメトロイドに成長する特別な個体だった事が判明している。
『サムスリターンズ』ではベビーと行動できる範囲が増えており、ベビーでしか壊せないブロックも存在する。またラスボスのリドリー戦では突如現れたリドリーに捕まるもサムスに助けられ、逆にサムスが窮地に陥るとリドリーに攻撃してサムスを救うなど、リドリー撃破に大きく貢献している。

### クイーンメトロイド
『アザーエム』における事実上のラストボス。ボトルシップで初めて孵化したベビーメトロイドのクローンが成長した個体であり、刷り込みによってMBを母親と認識しているため、彼女の命令に従う。
母体はオリジナルの生体情報を保持する目的で、遺伝子操作が行われなかったため、産まれた幼生体も低温に対する耐性は持っていない。凍結した幼生体を、前足による衝撃波で解凍したり、口から火炎放射や、劇中では失敗に終わったが、膨大なエネルギーを充填したビームを放出する事ができる。最終的には、前述のビームを撃とうと口を開いた際に体内に侵入したサムスが内部でパワーボムを起動、爆砕･蒸発した。
また、同作では施設の総責任者であるマデリーン・バーグマンの発言から、クイーンへと成長する特殊なメトロイドだけは周囲の環境に影響されずにアルファメトロイド以上へ変態できることが判明する。

### メトロイドプライム
『プライムシリーズ』で物語の根幹に関わるフェイゾン生命体。第1作目にてサムスに撃破されるが、第2作目以降はダークサムスとして復活、サムスの前に再び立ちはだかる。
鳥人族が封印していた惑星ターロンIVのフェイゾン源、インパクトクレーターの内部に巣食っていた異常生命体。ログブックにはフェイゾンが生んだ究極生物と表記されている（ただし、後年発売された『プライム リマスタード』では研究生物と表記が改められている）。フェイゾンによる突然変異生命体と推測され、一切の攻撃を受け付けないクモの様な外見の黒い甲殻を纏った『スパイダー』形態と、フェイゾンエネルギーで構成された本体『ヘッド』から成る。
スパイダー形態は、従来種のメトロイドが弱点とする冷気さえも含めた各種属性のビーム･ミサイル等の多彩な攻撃能力に加え、攻撃時には属性ごとの身体特性に変化する。頭部の僅かな隙間に変化に対応した属性攻撃を行う以外に、ダメージを与えられない。ヘッド本体は、半透明の体に6本の触手が生えた人間の顔面の様な姿であり、フェイゾンエネルギー以外の攻撃を受け付けず、衝撃波攻撃や透明化能力、また別個体のメトロイドを産み出す能力を持つ。

## 外部作品への登場
パルテナの鏡シリーズ
メトロイドそのものの登場は無いが、『光神話 パルテナの鏡』のあるステージにてメトロイドそっくりの姿をしたコメトという敵キャラクターが登場する。あくまで「メトロイドそっくりなキャラクター」であり、普通の攻撃で倒すことができる。
続編『新・光神話 パルテナの鏡』にも同様に登場。吸い付いて攻撃してきたり、前作とは異なり接近攻撃しか効かない（=防御力が高い）など、よりメトロイドらしい要素が多くなっている。なお、劇中で主人公ピットが「小さいメトロイドだからコメトという名前」と言ったところ登場人物のナチュレが「あちらは関係ない」と突っ込むというメタフィクション的なギャグも登場する。
星のカービィ3
あるステージにおいて敵キャラクターとして登場。吸いつかれてもダメージは受けないが、冷気に弱いという特性はそのまま。
ワリオランド2 盗まれた財宝
お宝の1つとして登場。
大乱闘スマッシュブラザーズシリーズ
大乱闘スマッシュブラザーズDX
観賞用フィギュアとして登場。オープニングムービーでは、『スーパーメトロイド』冒頭を再現したシーンでリドリーに捕らわれたベビーメトロイドが登場している。
大乱闘スマッシュブラザーズX
アイテム「アシストフィギュア」で登場するキャラクターの一体として登場。相手に引き寄せられるように浮遊し、頭にかぶりついてダメージを与えつつ自由を奪う。レバガチャ操作で振りほどくことができる。
大乱闘スマッシュブラザーズ for Nintendo 3DS / Wii U
上記の前作に引き続き、アイテム「アシストフィギュア」で登場するキャラクターの一体として登場。また、3DS版のゲームモード「フィールドスマッシュ」におけては、ザコ敵キャラクターとして登場する。今作ではどちらの場合でも、攻撃を何度か当てると倒せるようになり、タイム制のゲームでは撃墜点にカウントされる。
大乱闘スマッシュブラザーズ SPECIAL
引き続き「アシストフィギュア」での登場キャラクターとして出演。今作では一部ファイター・アイテムによる氷の攻撃で凍結しない限り、ダメージを受けなくなった。

メイド イン ワリオシリーズ
まわるメイドインワリオ
プチゲームの一つ「メトロイド/サムス」に登場。サムスに向かって襲い掛かり、倒すことはできないがサムスのビームを当てると追い払うことができ、制限時間終了までメトロイドを退け続けるという内容である。
メイドイン俺
「なんとアノ人がゲーム」にてニンテンドーWi-Fiコネクションで配信されたプチゲームとして、同作のディレクター・坂本賀勇の製作である｢メトロイド｣が登場。画面上のメトロイドをタッチするとアイスビームとミサイルが発射されて倒すことができるという内容。
メイド イン ワリオ ゴージャス
上述の『まわるメイドインワリオ』におけるプチゲームを『スーパーメトロイド』の画面にアレンジしたもので登場。

どうぶつの森シリーズ
『おいでよ どうぶつの森』以降の作品で家具の一種として登場。特殊なイベントをこなすとランダムでもらえる事があるが、お店で注文する事ができないかなりの貴重品である。家に置いて調べると、『メトロイド』のタイトル画面のBGMが流れる。
テトリスDS
第1作目『メトロイド』を題材としたモード「キャッチ」に登場。テトリミノ（テトリスのブロック）に混じって画面上部からメトロイドの入ったカプセルが下降してくることがあり、プレイヤーが操作するブロックの塊にぶつかるとブロックの一部を破壊させると共にプレイヤーがダメージを受ける。基本的にはプレイヤーが避け続けなくてはならないお邪魔キャラだが、4×4のブロックの塊を作った際に発生する爆風に巻き込むことで破壊することが可能。
すれちがい伝説（ニンテンドー3DSの本体内蔵ソフト）
入手できるMii用の帽子として、メトロイドを模した「メトロイドの帽子」が登場する。Miiの頭部とほぼ同等の大きさをしたメトロイドの模型で、被るとMiiの頭部にメトロイドが噛み付いた格好となる。一度入手した帽子はすれちがいMii広場全体で使用可能。
ドンキーコング トロピカルフリーズ
ステージ4-3「しんぴの深海」の遠景にて海中を泳いでいる。出現場所を一度通過して一定距離を進んでから引き返さなければ出現しないため、発売から約4年後に発見され、大きな話題となった。

## amiibo
メトロイド（メトロイドシリーズ 2017年9月15日発売）
『サムスリターンズ』と同時に発売。読み込ませると『サムスリターンズ』の攻略に役立つほか、クリア後に最高難易度の「フュージョンモード」が解禁される。